# 밍시
밍시(Ming Xi, 본명: 시멍야오(중국어 간체자: 奚梦瑶, 정체자: 奚夢瑤, 병음: Xī Mèngyáo, 한자음: 해몽요), 1989년 3월 8일 ~ )는 중화인민공화국의 모델이다.